# Antonio Pigafetta (destroyer)
Le Antonio Pigafetta (fanion « PI ») était un destroyer italien de la classe Navigatori lancé en 1929 pour la Marine royale italienne (en italien : Regia Marina). 

## Conception et description
Commandés en 1926, ces navires ont été construits pour la Regia Marina en réponse aux grands contre-torpilleurs des classes Jaguar et Guépard construits pour la Marine française. Ces navires étaient nettement plus grands que les autres destroyers italiens contemporains et étaient initialement classés comme croiseur éclaireur, la reconnaissance aérienne prenant alors de l'ampleur. Ils ont été reclassés dans la catégorie des destroyers en 1938.
Les navires de la classe Navigatori avaient une longueur totale de 107,3 mètres, une largeur de 10,2 mètres et un tirant d'eau moyen de 3,5 mètres. Ils déplaçaient 1 900 tonnes à charge normale et 2 580 tonnes à charge profonde. Leur effectif en temps de guerre était de 222-225 officiers et hommes de troupe.
Les Navigatori étaient propulsés par deux turbines à vapeur Belluzzo, chacune entraînant un arbre d'hélice et utilisant la vapeur fournie par quatre chaudières Yarrow. Les turbines étaient conçues pour produire 55 000 chevaux-vapeur (41 000 kW) et une vitesse de 32 nœuds (59 km/h) en service, bien que les navires aient atteint des vitesses de 38-41 nœuds (70-76 km/h) pendant leurs essais en mer alors qu'ils étaient légèrement chargés.Ils transportaient suffisamment de mazout qui devait leur donner une autonomie de 3 800 milles nautiques (7 000 km) à une vitesse de 18 nœuds (33 km/h).
Leur batterie principale était composée de six canons de 120 millimètres dans trois tourelles jumelées, une à l'avant et à l'arrière de la superstructure et la troisième au milieu du navire. La défense antiaérienne (AA) des navires de la classe Navigatori était assurée par une paire de canons AA de 40 millimètres dans des supports simples situés à l'avant de la cheminée et une paire de supports jumelés pour des mitrailleuses de 13,2 millimètres. Ils étaient équipés de six tubes lance-torpilles de 533 millimètres dans deux supports triples au milieu du navire. Le Navigatori pouvait transporter de 86 à 104 mines.
Les navires étaient rapides, mais manquaient de stabilité et ont été reconstruits avec des étraves en forme de clipper, une largeur accrue et une superstructure réduite à la fin des années 1930.
Pendant la guerre, les torpilles ont été remplacées par des tubes triples de 533 mm et des canons anti-aériens supplémentaires ont été ajoutés.

## Construction et mise en service
Le Antonio Pigafetta est construit par le chantier naval Cantieri del Quarnaro de Fiume en Croatie, et mis sur cale le 29 décembre 1928. Il est lancé le 10 novembre 1929 et est achevé et mis en service le 1er mai 1931. Il est commissionné le même jour dans la Regia Marina.

## Histoire du service
Au début de la Seconde Guerre mondiale, le Pigafetta est basé à Tarente, au sein de la IXe division de cuirassés de la Ire escadre, en tant que chef d'escadron du XVe escadron de destroyers qui comprend également les navires-jumeaux (sister ships) Alvise da Mosto, Giovanni da Verrazzano et Nicolò Zeno. Toutefois, les cuirassés ultramodernes de la classe Littorio de la IXe division n'étant pas encore pleinement opérationnels, le XVe escadron est affecté, au début du conflit, à l'escorte des Abruzzi de la VIIIe division de croiseurs. Le commandement de l'unité est confié au capitaine de vaisseau (Capitano di Vascello) Enrico Baroni qui, quelques jours plus tard, transféré au commandement de la IIe escadron de destroyers avec insigne sur le Espero, perd héroïquement la vie pendant la bataille du convoi Espero.

### 1940 - 1941
La première opération a lieu le 13 juin 1940 avec une mission de chasse aux sous-marins dans le golfe de Tarente, avec le Zeno et le Malocello (les deux autres unités de l'escadron, le Da Mosto et le Da Verazzano, sont encore dans le chantier naval pour la deuxième série de modifications structurelles).
Vers la fin du mois de juin 1940, le capitaine de vaisseau Paolo Melodia prend le commandement du navire.
Jusqu'en février 1941, le Pigafetta exerce ses activités principalement en tant qu'escorte de destroyers de l'escadre naval. En fait, dans cette phase initiale du conflit, bon nombre des activités " mineures ", telles que l'escorte de convois et la pose de champs de mines défensifs et offensifs, impliquent également la participation des plus grandes unités (cuirassés et croiseurs) pour protéger les activités opérationnelles. Au cours de cette période, le Pigafetta participe à 13 missions d'escorte, 2 missions de chasse aux sous-marins, 2 missions de bombardement naval en soutien à la campagne de Grèce et 2 missions de pose de mines (barrage "7AN" dans le canal de Sicile et barrage "VO" dans le canal d'Otrante). Du 16 février au 5 avril 1941, il est stationné à Trieste pour des réparations. De retour à l'escadron, d'avril à fin août, il est principalement engagé dans des missions d'escorte de grandes unités et de pose de mines ("S1", "S2", "S3", "S41", "S42", "S43" et "S44" dans le canal de Sicile et "T" près de Tripoli). Pendant cette période, le capitaine de vaisseau Enrico Mirti della Valle prend le commandement et le conserve jusqu'en octobre 1942.
Les mois de septembre et octobre 1941 sont de repos relatif, avec des exercices et une seule sortie opérationnelle pour la pose du barrage "B" (Benghazi) qui cependant n'est pas réalisée. En effet, alors que la formation italienne (composée des croiseurs Duca d'Aosta, Eugenio di Savoia et Montecuccoli et des destroyers Pigafetta, Vivaldi, Da Verazzano, Camicia Nera et Aviere) était déjà dirigée sur la cible, arrive la nouvelle qu'une forte formation anglaise (2 cuirassés, 3 croiseurs et 10 destroyers) est partie d'Alexandrie et se dirige rapidement vers nos navires. L'opération est annulée et ne sera jamais reprise. La " guerre des convois " commence à absorber la plupart des ressources et le Pigafetta (comme la plupart des unités similaires), n'étant plus en mesure de maintenir, en raison des caractéristiques de construction et de l'usure, la vitesse requise par l'activité de l'escadron est destiné à d'autres tâches plus épuisantes: escorte de convois pour la Grèce et l'Afrique du Nord, transport de troupes et de matériel, pose de mines, opérations de sauvetage et opérations de débarquement en Corse et en Tunisie.

### 1941 - 1942
De novembre 1941 à septembre 1942, le Pigafetta a effectué 30 escortes de convois, 6 missions de guerre avec des navires plus importants, 3 transports (matériel ou troupes), 1 mission de pose de mines (Marsa Matruh), 7 transferts et 4 exercices. Parmi ces missions, il faut citer: l'escorte du convoi du 27 mai 1942, au cours de laquelle le Pessagno (avec la perte de la moitié de l'équipage) et le vapeur Capo Arma sont coulés par torpillage; l'escorte en difficulté du convoi "D" du 17 octobre 1942, au cours de laquelle il y a des attaques répétées aériennes et maritimes avec le naufrage, en plus de quelques navires marchands, également du Da Verazzano. Avec l'escadron naval, il participe cependant à certaines opérations, lorsque la rareté des moyens a poussé Supermarina à utiliser toute unité disponible. La plus importante de ces missions a eu lieu lors de la bataille dite de la mi-juin, à laquelle le Pigafetta participe avec le Alpino, le Bersagliere et le Mitragliere, au sein du XIIIe escadron de destroyers, en prenant part aux opérations d'attaque du convoi "Vigorous" en direction de Malte. Au cours de ces opérations, le Pigafetta est chargé de fournir une assistance risquée au croiseur Trento, gravement touché par des bombardiers-torpilleurs et ensuite coulé par le sous-marin britannique de classe U: le HMS Umbra (P35).
Mais à côté des moments tragiques, il y a aussi des événements curieux. Le premier concerne un transport de "matériel spécial" effectué le 15 décembre 1941 par le Pigafetta seul, de Tarente à Benghazi. Des sources officielles parlent de 300 fûts d'essence, tandis que d'autres sources non officielles font état d'un transport de plusieurs milliers de bouteilles d'eau minérale destinées aux pilotes de la Luftwaffe en Afrique du Nord. Il n'existe aucune trace de cette cargaison, ce dont témoignent également des sources incontestables (Incisa della Rocchetta), dans les publications officielles.
L'autre épisode, qui aurait pu être tragique mais qui s'est heureusement résolu sans dommages corporels, s'est produit pendant l'opération Aprilia (15 mai 1942). Pendant une attaque de bombardiers-torpilleurs sur le convoi, quelque chose s'est mal passé avec le système de ciblage du Pigafetta et l'unité arrière a tiré sur son système de ciblage en frappant l'un des bateaux à moteur escortés, le Reichenfels allemand, qui n'a subi que des dommages mineurs à sa cargaison.

### 1942 - 1943
À partir d'octobre 1942, le commandement du Pigafetta est assumé par le capitaine de vaisseau Rodolfo Del Minio et en même temps commence la période d'activité la plus frénétique. Les différentes missions d'escorte, de pose de mines et de transport de troupes se succèdent presque sans cesse. La situation de guerre en Afrique du Nord tourne au pire pour les forces de l'Axe et, dans l'effort vain de maintenir les positions, les approvisionnements en matériaux et en troupes deviennent de plus en plus pressants, renonçant souvent à la sécurité et au maintien. Les résultats, en termes de pertes de navires et d'hommes, ne se sont pas fait attendre.
Le Pigafetta traverse cependant cette période pratiquement indemne, effectuant 7 escortes de convois, 10 barrages de mines (les derniers barrages offensifs du conflit), 24 transports de troupes de et vers la Tunisie et 1 vers la Corse, 1 escorte de péniches de débarquement pour l'invasion de la Corse et la "conquête" du port d'Ajaccio (12 novembre 1942), la mission de sauvetage du convoi décimé "Da Recco" sur le Banco di Skerki (2 décembre 1942) et 15 transferts, le dernier le 21 juin 1943 de Naples à Fiume où le navire serait entré dans le chantier naval pour des travaux d'entretien importants. il n'est encore au chantier lors de l'annonce de l'armistice le 8 septembre 1943 (Armistice de Cassibile).
Pendant son service en temps de guerre, il a effectué 213 missions pour un total de 70 675 milles nautiques (130 890 km) et 4 175 heures de navigation.

### Commandement
Commandants
- Capitaine de vaisseau (Capitano di vascello) Enrico Baroni (né à Florence le 24 novembre 1892) (10 juin - 26 juin 1940)
- Capitaine de vaisseau (Capitano di vascello) Paolo Melodia (né à Naples le 28 février 1899) (27 juin - 19 octobre 1940)
- Capitaine de vaisseau (Capitano di vascello) Mario Mezzadra (né à Luino le 19 février 1894) (20 octobre 1940 - 9 août 1941)
- Capitaine de vaisseau (Capitano di vascello) Enrico Mirti della Valle (né à Rome le 22 août 1898) (août 1941 - mai 1942)
- Capitaine de frégate (Capitano di fregata) Luciano Morra (né à Cerignola le 7 juillet 1896) (intérim en mai 1942)
- Capitaine de vaisseau (Capitano di vascello) Enrico Mirti della Valle (né à Rome le 22 août 1898) (mai - juillet 1942)
- Capitaine de vaisseau (Capitano di vascello) Rodolfo Del Minio (né à Pise le 5 novembre 1900) (10 octobre 1942 - mai 1943)
- Capitaine de frégate (Capitano di fregata) Antonio Raffai (né à Milan le 2 août 1902) (mai - août 1943)

### Armistice
Après l'armistice du 8 septembre, le Pigafetta est toujours arrêté pour travaux. Incapable de se déplacer, il est saboté par son propre équipage dans le port de Fiume : la plupart des équipements ont été retirés et chargés sur un navire marchand qui a ensuite été coulé en eau profonde.

### Utilisation dans la Kriegsmarine - TA 44
Après le sabotage et l'abandon, le Pigafetta est récupéré par les Allemands et restauré en efficacité, retournant en service dans le 9e escadron Torpedoboote Ausland au sein de la Kriegsmarine en 1944 avec les initiales TA 44. Il mème des activités de guerre dans la mer Adriatique pendant quelques mois supplémentaires et est finalement coulé le 17 février 1945 dans le port de Trieste lors d'un raid aérien allié. 
La carcasse à moitié couchée est récupérée et démolie en 1947 par la société Tripcovich.